# Game of Thrones (sæson 1)
Den første sæson af fantasy tv-drama-serien Game of Thrones havde premiere på HBO den 17. april 2011, og finale den 19. juni 2011, og blev om søndagen kl. 21:00 i USA. Sæsonen bestod af 10 episoder, der hver havde cirka 55 minutters varighed. Game of Thrones er baseret på romanen Kampen om tronen, den første bind i A Song of Ice and Fire-serien af George R. R. Martin. Historien foregår i en fiktiv verden, primært på et kontinent kaldet Westeros (og på et andet kontinent mod øst, kendt som Essos). Det adelige Hus Stark, som er ledet af Lord Eddard "Ned" Stark (Sean Bean), trækkes i position som Kongens Hånd af kong Robert Baratheon, da den tidligere Kongens Hånd Jon Arryn (hans chefrådgiver) dør på mystisk vis.

## Handling
Tv-serien følger nøje de mange historier fra A Song of Ice and Fire roman-serien, hvis ophavsmand sagde, at showets pilotscript var meget tro mod hans arbejde. Serien begynder med, at Ned Stark bliver bedt om at være chefrådgiver (kendt som Kongens Hånd) for Kong Robert Baratheon. Ned og hans kone Catelyn modtager et brev fra Catelyn søster, Lysa, der giver dem grund til at tro, at det rivaliserende Hus Lannister - hvor kongens hustru Cersei hører hjemme - var årsagen til den tidligere Hånds død. Ned skal rejse sydpå for at hjælpe kongen og finde ud af, hvem der dræbte kongens hånd, Jon Arryn, mens han prøver at beskytte sin familie fra Lannisterne. Da han forsøger at afdække årsagerne bag Jon Arryns død, afdækker han mørke hemmeligheder om Lannisterne, som Arryn selv døde i forsøget på at afsløre.
I mellemtiden, på tværs af Det Smalle Hav, på kontinent Essos, mener den landflygtige, arrogante Viserys Targaryen, søn af den tidligere konge, hvis trone blev ranet, at han stadig har det retmæssige krav på tronen. Han gifter sin yngre søster, Daenerys Targaryen, som han har psykisk og fysisk mishandlet i årevis, væk til lederen af Dothraki krigerstammen, Khal Drogo, for at få en hær og vende tilbage til Westeros og tage tronen. Men Daenerys' voksende kærlighed til Drogo og hendes nyfundne mentale styrke som Khaleesi af stammen betyder, at Viserys' planer går uventet og kraftfuldt skævt.
Ved Muren slutter Neds uægte søn Jon Snow sig til Nattens Vogtere, et gammel broderskab, der er svoret til at våge over den massive mur, der adskiller de syv kongedømmer fra det farlige ukendte udenfor. Men en gammel kraft, som længe mentes at være død, truer landet.

## Afsnit
| Nr. i serie | Nr. i sæson | Titel                                   | Instruktør     | Forfatter                                                                                            | Oprindelig sendedato | Antal seere i U.S.A (millioner) |
| --- | ----------- | --------------------------------------- | -------------- | --- | -------------------- | ------------------------------- |
| 1 | 1           | "Winter Is Coming"                      | Tim Van Patten | David Benioff & D. B. Weiss                                                                          | 17. april 2011       | 2.22                            |
| Robert Baratheon (Konge af De syv kongedømmer if Westeros) og hans dronning, Cersei Lannister, rejser nordpå for at give sin gamle ven Eddard "Ned" Stark - Lord af det frosne land Winterfell - et tilbud, han ikke kan afslå. På tværs af den smalle hav i Essos prøver den landsforviste Prins Viserys Targaryen at skabe en ny alliance for at genvinde Jerntronen, ved at tvinge sin søster Daenerys ind i et ægteskab med den brutale Dothraki krigsherre Khal Drogo i bytte for Drogos hær. Tilbage i Winterfell modtager Neds kone Catelyn et fingerpeg, der kan implicere medlemmer af den kongelige familie i et mord, og deres unge søn Brandon gør en sensationel opdagelse. |             |                                         |                | |                      |                                 |
| 2 | 2           | "The Kingsroad"                         | Tim Van Patten | David Benioff & D. B. Weiss                                                                          | 24. april 2011       | 2.20                            |
| Bran skæbne er stadig usikker. Efter at have accepteret sin nye rolle som Kongens Hånd (kongens nærmeste fortrolige og administrerende bodyguard), forlader Ned sit hjem i Winterfell med sine døtre Sansa og Arya, mens Catelyn bliver tilbage. Jon Snow, Neds uægte søn, drager nordpå for at tilslutte sig broderskabet Nattens Vogtere, beskyttere af Muren, der holder de onde "Andre", og de vilde fra at trænge ind i det civiliserede Westeros. Tyrion Lannister, en dværg og dronningens bror, beslutter at give afkald på en tur sydpå med sin familie, for i stedet at rejse med Jon til Muren. Viserys håber på at vende tilbage på tronen, mens Daenerys helliger sin opmærksomhed på at lære at behage sin nye mand, Drogo. |             |                                         |                | |                      |                                 |
| 3 | 3           | "Lord Snow"                             | Brian Kirk     | David Benioff & D. B. Weiss                                                                          | 1. maj 2011          | 2.44                            |
| Ned slutter sig til kongens Lille Råd i Kings Landing, hovedstaden i De Syv Kongeriger, og finder ud af, hvor dårligt Westeros bliver forvaltet. Catelyn beslutter at rejse i det skjulte mod syd for at advare sin mand, men fanges af en gammel ven, byrådsmedlem Petyr "Lillefinger" Baelish. Jon kæmper for at tilpasse sig livet på muren, da han træner med en række lav-fødte rekrutter, der ikke er imponerede af hans afstamning. Tyrion, der også besøger Muren, bønfaldes af kommandør Lord Mormont om at påberåbe kongen og dronningen at sende flere mænd til at deltage i Nattens Vogtere, for at forsvare muren overfor magtfulde fjender. Bran, nu vågen, er ikke i stand til at huske, hvordan det gik til, at han faldt. Daenerys, der besidder en ikke ringe grad af kontrol som Drogos "Khaleesi", begynder at sige fra overfor sin bror, Viserys. |             |                                         |                | |                      |                                 |
| 4 | 4           | "Cripples, Bastards, and Broken Things" | Brian Kirk     | Bryan Cogman                                                                                         | 8. maj 2011          | 2.45                            |
| Ned søger forklaringer på det uforklarlige dødsfald på sin forgænger, Jon Arryn (den tidligere Kongens Hånd), og i den proces finder han kong Roberts uægte søn. Robert og hans gæster er vidne til en turnering til ære for Ned. Jon gør foranstaltninger for at beskytte Samwell Tarly, en akavet og venneløs dreng, fra misbrug af Nattens Vogtere. En frustreret Viserys har sammenstød med sin nyligt bemyndigede søster. Sansa drømmer om livet som dronning, mens Arya forestiller sig en helt anden fremtid. Catelyn påberåber sin fars allierede, mens Tyrion er på det forkerte sted på det forkerte tidspunkt. |             |                                         |                | |                      |                                 |
| 5 | 5           | "The Wolf and the Lion"                 | Brian Kirk     | David Benioff & D. B. Weiss                                                                          | 15. maj 2011         | 2.58                            |
| Robert og Ned skændes om, hvordan de skal håndtere en alliance mellem Targaryen/Dothraki. Catelyn og Tyrion ankommer til hendes søster Lysas hjem i Eyrie. Nyheden om Tyrions kidnapning når Kings Landing, hvor Jaime Lannister, dronningens tvillingebror, kræver svar fra Ned. |             |                                         |                | |                      |                                 |
| 6 | 6           | "A Golden Crown"                        | Daniel Minahan | Historie af: David Benioff & D. B. Weiss Manuskript af: Jane Espenson og David Benioff & D. B. Weiss | 22. maj 2011         | 2.44                            |
| Viserys truer Daenerys' sikkerhed, da Drogo nægter at betale sin gæld. Ned er tilbage i Jerntronen skygge, mens kongen går på jagt, og opdager de hemmelige efterladte af Jon Arryn. |             |                                         |                | |                      |                                 |
| 7 | 7           | "You Win or You Die"                    | Daniel Minahan | David Benioff & D. B. Weiss                                                                          | 29. maj 2011         | 2.40                            |
| Ned konfronterer Dronning Cersei om sandheden i Jon Arryns død, da Robert, dødeligt såret under sin jagt, forbereder sig på at navngive sin efterfølger. Jon Snow afsiger eden til Nattens Vogtere. Khal Drogo indkalder sin hær for at invadere Westeros, efter Robert konspirerer om at forgifte Daenerys. Robert udnævner Ned som Regent of Jerntronen, som skal herske, indtil hans arving er myndig. Ned bringer kongens erklæring for Cersei, Joffrey (den ældste af kongens børn), og Det Lille Råd. Ned beder Baelish om at sikre samarbejde i byen, og Vogterne om fjerne Lannisterne fra tronen; Joffrey er ikke Roberts søn, men Jaimes, afslører han, hvilket gør Stannis Baratheon (Robert storebror) til den sande arving. Men Baelish og Byens Vogteres loyalitet ligger hos Lannisterne: Ned bliver hurtigt fanget, og hans mænd dræbt. |             |                                         |                | |                      |                                 |
| 8 | 8           | "The Pointy End"                        | Daniel Minahan | George R. R. Martin                                                                                  | 5. juni 2011         | 2.72                            |
| Da Lannisterne hævder deres fordel over Starks, stævner Neds ældste søn, Robb, hans families allierede i krig. Sansa bønfalder Joffrey om at skåne hendes fars liv, mens Ned stadig fanget i fangehuller, finder en uventet allieret i byrådsmedlem Lord Varys. Jon og Nattens Vogtere konfrontere en gammel ondskab fra hinsides Muren, mens tværs over Det smalle Hav, marcher Drogos hær mod vest mod de syv kongeriger |             |                                         |                | |                      |                                 |
| 9 | 9           | "Baelor"                                | Alan Taylor    | David Benioff & D. B. Weiss                                                                          | 12. juni 2011        | 2.66                            |
| Mens Stark og Lannisters hære forberede sig til deres første kamp mod hinanden, fører Tyrion sine barbariske allierede i kamp, mens Robb og Catelyn forhandler for en frafalden Herres hjælp. Med Drogos død af sit inficerede sår, går Daenerys til desperate foranstaltninger for at redde sin mands liv ved hjælp af en heks' blodmagi, til stor rædsel for Dothraki. På Muren, afslører en Targaryen sig selv - og prisen på loyalitet - til Jon, der bekymrer sig om begivenheder uden for Muren. I et afsluttende forsøg på at redde sine døtre, bekender Ned en sammensværgelse og sværger troskab til Joffrey som den retmæssige arving til Jerntronen. Til rædsel for Neds døtre - og til glæde for det samlede publikum - vil Joffrey have ham henrettet uanset hvad. |             |                                         |                | |                      |                                 |
| 10 | 10          | "Fire and Blood"                        | Alan Taylor    | David Benioff & D. B. Weiss                                                                          | 19. juni 2011        | 3.04                            |
| Nyheden om Ned henrettelse breder sig hurtigt til alle hjørner af de syv kongeriger, og udløser store begivenheder for hvert medlem af Stark familien. Sendebud fra Norden går til hvert af de syv kongeriger og proklamerer Robb som deres Konge. Med Jaime fanget af Starks, udfordrer Roberts brødre Joffreys krav på tronen, og Lord Tywin Lannister tildeler sin søn Tyrion titlen som kongens hånd for at holde Joffrey og Cersei i skak. Jon har planer om at forlade sin post på Muren at hævne sin far, men hans venner overbeviser ham om at blive, og han slutter sig til Nattens Vogtere i en ekspedition at konfrontere de fjender, der hober over Muren. Daenerys finder til sin sorg ud af at hendes ufødte søn er død, og hendes Drogo er blevet efterladt i en vegetativ tilstand på grund af heksens forræderiske magi. Hun brænder heksen i live sammen Drogos krop og hendes tre drageæg, og går ind i flammerne selv som ilden når sit højdepunkt. Da gløderne dør den følgende morgen, stiger Daenerys uskadt ud flankeret af tre nyfødte drager. |             |                                         |                | |                      |                                 |

## Produktion
David Benioff og D. B. Weiss tjente som de vigtigste forfattere og showrunners for den første sæson. De bidrog til otte ud af ti episoder, herunder co-skrivning i en episode med Jane Espenson. De to resterende episoder blev skrevet af Bryan Cogman og A Song of Ice and Fire-forfatter George R. R. Martin.
Tom McCarthy instruerede den oprindelige pilot, men meget af det blev senere filmet om af Tim Van Patten, som også instruerede den anden episode. Men McCarthy er stadig krediteret som konsulentproducer for piloten. Brian Kirk og Daniel Minahan instruerede tre episoder hver, og Alan Taylor instruerede de sidste to.
Før Game of Thrones arbejdede både Benioff og Weiss med film, og var uvante med at arbejde på en tv-serie. Dette resulterede i flere første-sæson episoder er omkring 10 minutter for korte til HBO, som tvinger dem til at skrive yderligere 100 siders manuskript på to uger. På grund af manglende budget, blev de nye scener designet til at være billige at filme, så hvor to skuespillere konverserer i ét rum. Benioff og Weiss bemærkede, at nogle af deres foretrukne scener fra den første sæson blev resultaterne af det dilemma, herunder en mellem Robert og Cersei Baratheon, hvor de diskuterer deres ægteskab.

### Casting
Den 5. maj 2009 blev det meddelt, at Peter Dinklage var blevet castet som Tyrion Lannister, og at Tom McCarthy blev sat til at instruere. Den 19. juli 2009, blev en række af rolleindehavere annonceret, inklusive Sean Bean som fik rollen som Ned Stark, hvilket bekræftede et rygte første gang rapporteret et par dage før. Andre skuespillere som underskrev før piloten var Kit Harington i rollen som Jon Snow, Jack Gleeson som Joffrey Baratheon, Harry Lloyd som Viserys Targaryen og Mark Addy som Robert Baratheon.

I begyndelsen af august 2009 blev det afsløret, at Catelyn Stark ville blive portrætteret af Jennifer Ehle. Den 20. august blev flere castingmeddelelser foretaget, herunder Nikolaj Coster-Waldau, som Jaime Lannister og Tamzin Merchant som Daenerys Targaryen, samt Richard Madden i rollen som Robb Stark, Iain Glen som Ser Jorah Mormont, Alfie Allen som Theon Greyjoy og Sophie Turner som Sansa Stark og Maisie Williams som Arya Stark. Den 1. september blev det annonceret, at Lena Headey skal spille Cersei Lannister. Den 23. september blev det bekræftet af Martin at Rory McCann var blevet castet som Sandor Clegane. Isaac Hempstead-Wright blev bekræftet som Bran Stark den 14. oktober, efterfulgt af en annoncering af Jason Momoa som Khal Drogo tre dage senere.
Efter piloten blev skudt og serien afhentet, blev det meddelt, at rollen som Catelyn var blevet omarbejdet, hvor Michelle Fairley erstattede Ehle. Senere blev det også bekræftet, at Emilia Clarke ville erstatte Tamzin Merchant som Daenerys. Resten af rollerne blev fyldt ud i anden halvdel af året, og omfattede Charles Dance som Tywin Lannister, Aidan Gillen som Petyr 'Lillefinger' Baelish og Conleth Hill som Varys.

### Optagelserne
De fleste scener blev skudt i Nordirland. Optagelserne blev planlagt til at begynde den 26. juli 2010, hvor de primære steder blev optaget i Paint Hall Studio i Titanic Quarter i Belfast, Nordirland. Blandt andre udendørssteder var Castle Ward og Doune Castle i det centrale Scotland, som tjente som kulisse for Winterfell. For den indledende optagelse af piloten i 2009, [ 17 ] var der yderligere nogle filmsteder, som omfattede Cairncastle, Shane's Castle, Castle Ward, Magheramorne Quarry, og Tollymore Forest Park, alle steder i Nordirland. Seriens tilstedeværelse i Nordirland og brug af Paint Hall skabte hundredvis af arbejdspladser for beboerne, og gjorde området "et knudepunkt for film-og tv-produktion."
"Kings Landing" udendørsscener blev skudt på forskellige steder i Malta, herunder byen Mdina og øen Gozo. Optagelserne i Malta medførte en kontrovers, da et beskyttet økosystem blev beskadiget af en underleverandør.

## Udsendelse
Game of Thrones havde premiere på HBO i USA og Canada den 17. april 2011, , og på Sky Atlantic i Storbritannien og Irland den 18. april 2011.
Serien havde premiere i Australien på Showcase den 17. juli 2011. Den havde premiere i Brasilien den 8. maj 2011, på den lokale HBO-kanal.

## DVD og Blu-ray udgivelse
De ti episoder af første sæson af Game of Thrones blev udgivet på DVD og Blu-ray den 6. marts 2012. Sættet indeholder ekstra baggrund og bag-kulisserne materiale, men ingen slettede scener, fordi næsten alle optagelser skudt for den første sæson blev brugt i showet.
Specifikationerne for Blu-ray bokssættet til som blev frigivet i Europa, er:
- Run tid: ca. 600 minutter
- 1080p high-definition video , 16:9 (1.78:1) skærmformat
- 5.1 surround sound på engelsk, fransk, spansk, stereofonisk lyd på polsk.
- Undertekster på engelsk, fransk, spansk, brasiliansk portugisisk, polsk, hollandsk, dansk, finsk, norsk og svensk.

Bokssættets ekstra funktioner er følgende:
- "Realiseringen Game of Thrones": En 30-minutters indslag, herunder nye optagelser fra sættet og interviews.
- "Creating the Show Open": skildrer skabelsen af åbningen titelsekvens.
- "Fra bog til skærm": Interviews med Benioff, Weiss og Martin omkring tilpasningsprocessen.
- "Character Profiles": Femten hovedpersoner beskrevet af deres aktører.
- "The Night Watch": En undersøgelse af kriger rækkefølge,som Jon Snow fortæller om.
- "Oprettelse af Dothraki Language": Dækker oprettelsen af Dothraki sproget .
- Syv lydkommentarer af blandt andre; Benioff, Weiss, Martin, Clarke, Dinklage og Haringto

De funktioner eksklusivt til Blu-ray udgivelse er:
- "Complete Guide to Westeros", en interaktiv kompendium af de adelige huse og lande præsenteret i Sæson Et og 24 historier fra de syv kongeriger fortalt af seriens karakterer.
- "Strukturen i en episode": En detaljeret feature om produktionen af episoden seks, A Golden Crown.
- "In-Episode Guide": Giver baggrundsinformation om karakterer, steder og historier, mens hver episode spiller.
- "Hidden Dragon Eggs", påskeæg.

HBO udgivet en Collectors Edition DVD/Blu-ray combo pack af den første sæson, som omfatter en harpiks-udskårne Drage Æg brevpresser. Sættet blev udgivet i USA og Canada den 20. november 2012.

## Musik
Den første sæsons soundtrack af Ramin Djawadi, blev skrevet omkring ti uger inden seriens premiere, og blev udgivet i juni 2011.

## Modtagelse

### Anmeldelser
Forventningerne til serien blev beskrevet af forskellige medier som værende meget høje, med en dedikeret fanskare som nøje følger showets udvikling. I april 2011 havde flere underholdningsnyhedskanaler sat den øverst på deres lister af tv-begivenheder at se frem til i 2011.
Størstedelen af anmeldelserne for første sæson var meget positive, og kritikere bemærkede de høje produktionsværdier, den velrealiserede verden, overbevisende figurer, og gav en særlig ros til styrken af børneskuespillerne. Tim Goodmans gennemgang for The Hollywood Reporter udtalte, "et par minutter inde i HBOs episke Game of Thrones serie, er det klart, at hypen var rettidig, og ventetiden var det værd". Mary McNamara fra Los Angeles Times kaldte det "... en stor og buldrende serie af politiske og psykologiske intriger, spækket med levende figurer, skraveret med forjættende plotlines og krydret med et stænk af fantasi ". New York Post's Linda Stasi gav Thrones 3,5 ud af 4 stjerner med begrundelsen: "Kunstretning, skuespil og det utrolige set er så betagende, som det massive omfang af serien". Mange kritikere roste Peter Dinklage for sit portræt af Tyrion Lannister, med Ken Tucker fra Entertainment Weekly angivelse af, "... hvis Dinklage ikke får en Emmy for sin kloge, uhøflige Tyrion Lannister, bliver jeg gobsmacked" og Mary McNamara fra Los Angeles Times fastslår: "Hvis manden ikke vinder en Emmy, bør hoveder rulle".
Den første sæson af Game of Thrones har en Metacritic gennemsnit på 79 ud af 100 baseret på 28 kritikeranmeldelser, kategoriseret som "generelt gunstige".

### Ratings
Den første episode tiltrak 2,2 millioner seere ved sin oprindelige visning den 17. april i USA,, og udgjorde i alt 5,4 mio seere ved søndag og mandag aftens visninger. Sæsonen havde et gennemsnit på 743.000 seere og nåede et højdepunkt 823.000 seere i Storbritannien og Irland på sin premiere den 18. april. HBO meddelte, at de ville bestille en anden sæson på grund af styrken af modtagelsen af premiereepisoden. Ved den sidste episode af sæsonen, som blev sendt 20. juni var ratings klatret op til over 3 millioner.

### Awards og nomineringer
Den første sæson af Game of Thrones blev nomineret til tretten Emmy Awards, herunder Outstanding Drama Series, Outstanding Directing for a Drama Series (Tim Van Patten for "Winter Is Coming" og Outstanding Writing for a Drama Series (David Benioff og D. B. Weiss for "Baelor"). Den vandt to, Outstanding Supporting Actor in a Drama Series (Peter Dinklage) og Outstanding Main Title Design. Dinklage, der spiller Tyrion, blev også kåret som bedste mandlige birolle ved Golden Globes, Scream Awards og Satellite Awards.

## Medvirkende

### Hovedrollerne
| Skuespiller            | Rolle                             | Antal episoder |
| ---------------------- | --------------------------------- | -------------- |
| Sean Bean              | Lord Eddard "Ned" Stark           | 9 episoder     |
| Mark Addy              | kong Robert Baratheon             | 7 episoder     |
| Nikolaj Coster-Waldau  | Ser Jaime Lannister               | 8 episoder     |
| Michelle Fairley       | Lady Catelyn Stark                | 9 episoder     |
| Lena Headey            | Dronning Cersei Lannister         | 10 episoder    |
| Emilia Clarke          | Prinsesse Daenerys Targaryen      | 9 episoder     |
| Iain Glen              | Ser Jorah Mormont                 | 9 episoder     |
| Aidan Gillen           | Lord Petyr "Liltlefinger" Baelish | 8 episoder     |
| Harry Lloyd            | Prins Viserys Targaryen           | 5 episoder     |
| Kit Harington          | Jon Snow                          | 8 episoder     |
| Sophie Turner          | Sansa Stark                       | 9 episoder     |
| Maisie Williams        | Arya Stark                        | 9 episoder     |
| Richard Madden         | Robb Stark                        | 8 episoder     |
| Alfie Allen            | Theon Greyjoy                     | 9 episoder     |
| Isaac Hempstead-Wright | Brandon "Bran" Stark              | 8 episoder     |
| Jack Gleeson           | Prins Joffrey Baratheon           | 10 episoder    |
| Rory McCann            | Sandor "The Hound" Clegane        | 8 episoder     |
| Peter Dinklage         | Tyrion Lannister                  | 9 episoder     |
| Jason Momoa            | Khal Drogo                        | 9 episoder     |

### Gæstestjerner
Gæstestjernerne er opført i rækkefølge efter rang eller social betydning for regionen Westeros eller som de vises.

#### På Muren
| Skuespiller   | Rolle                       | Antal episoder |
| ------------- | --------------------------- | -------------- |
| James Cosmo   | Lord Commander Jeor Mormont | 5 episoder     |
| Peter Vaughan | Maester Aemon               | 3 episoder     |
| Brian Fortune | Bowen Marsh                 | 2 episoder     |
| Joseph Mawle  | Benjen Stark                | 3 episoder     |
| Francis Magee | Yoren                       | 5 episoder     |
| Owen Teale    | Ser Alliser Thorne          | 4 episoder     |
| John Bradley  | Samwell Tarly               | 5 episoder     |
| Josef Altin   | Pypar                       | 6 episoder     |
| Mark Stanley  | Grenn                       | 6 episoder     |
| Luke McEwan   | Rast                        | 6 episoder     |

#### I Norden
| Skuespiller    | Rolle                     | Antal episoder |
| -------------- | ------------------------- | -------------- |
| Art Parkinson  | Rickon Stark              | 3 episoder     |
| Clive Mantle   | Lord Jon "Greatjon" Umbra | 3 episoder     |
| Steven Blount  | Lord Rickard Karstark     | 1 episode      |
| Donald Sumpter | Maester Luwin             | 7 episoder     |
| Ron Donachie   | Ser Rodrik Cassel         | 9 episoder     |
| Jamie Sives    | Jory Cassel               | 5 episoder     |
| Susan Brown    | Septa Mordane             | 6 episoder     |
| Margaret John  | Old Nan                   | 2 episoder     |
| Kristian Nairn | Hodor                     | 5 episoder     |
| Natalia Tena   | Osha                      | 4 episoder     |

#### I Syden
| Skuespiller       | Rolle                | Antal episoder |
| ----------------- | -------------------- | -------------- |
| Charles Dance     | Lord Tywin Lannister | 4 episoder     |
| Lino Facioli      | Lord Robin Arryn     | 3 episoder     |
| David Bradley     | Lord Walder Frey     | 1 episode      |
| Kate Dickie       | Lady Lysa Arryn      | 3 episoder     |
| Finn Jones        | Ser Loras Tyrell     | 2 episoder     |
| Ian Gelder        | Ser Kevan Lannister  | 3 episoder     |
| Conan Stevens     | Ser Gregor Clegane   | 2 episoder     |
| Brendan McCormack | Ser Vardis Egen      | 2 episoder     |
| Jerome Flynn      | Bronn                | 6 episoder     |
| Sibel Kekilli     | Shae                 | 2 episoder     |
| Emun Elliott      | Marillion            | 4 episoder     |
| Mark Lewis Jones  | Shagga               | 2 episoder     |

#### King's Landing
| Skuespiller      | Rolle                        | Antal episoder |
| ---------------- | ---------------------------- | -------------- |
| Callum Wharry    | Prins Tommen Baratheon       | 4 episoder     |
| Aimee Richardson | Prinsesse Myrcella Baratheon | 4 episoder     |
| Gethin Anthony   | Lord Renly Baratheon         | 5 episoder     |
| Julian Glover    | Grand Maester Pycelle        | 8 episoder     |
| Conleth Hill     | Lord Varys                   | 7 episodes     |
| Ian McElhinney   | Ser Barristan Selmy          | 6 episoder     |
| Ian Beattie      | Ser Meryn Trant              | 2 episoder     |
| Wilko Johnson    | Ser Ilyn Payne               | 3 episoder     |
| Dominic Carter   | Janos Slynt                  | 3 episoder     |
| Eugene Simon     | Lancel Lannister             | 4 episoder     |
| Miltos Yerolemou | Syrio Forel                  | 3 episoder     |
| Joe Dempsie      | Gendry                       | 2 episoder     |
| Esmé Bianco      | Ros                          | 5 episoder     |
| Eros Vlahos      | Lommy Greenhands             | 1 episode      |
| Ben Hawkey       | Hot Pie                      | 1 episode      |

#### På tværs af Det smalle Hav
| Skuespiller       | Rolle                    | Antal episoder |
| ----------------- | ------------------------ | -------------- |
| Roger Allam       | Magister Illyrio Mopatis | 2 episoder     |
| Dar Salim         | Qotho                    | 6 episoder     |
| Elyes Gabel       | Rakharo                  | 7 episoder     |
| Amrita Acharia    | Irri                     | 9 episoder     |
| Roxanne McKee     | Doreah                   | 6 episoder     |
| Sarita Piotrowski | Jhiqui                   | 1 episode      |
| Mia Soteriou      | Mirri Maz Duur           | 3 episodes     |